# Никоноровка (Кировоградская область)
Никоноровка (укр. Никонорівка) — село в Кетрисановской сельской общине Кропивницкого района Кировоградской области Украины.
До 2020 года входило в Бобринецкий район
Население по переписи 2001 года составляло 17 человек. Почтовый индекс — 27244. Телефонный код — 5257. Занимает площадь 0,245 км². Код КОАТУУ — 3520881604.